# 三春台
三春台（みはるだい）は、神奈川県横浜市南区の町名。丁番を持たない単独町名である。住居表示未実施区域。面積は0.238km²。

## 地理
横浜市南区北部に位置する。北東で西区霞ケ丘と赤門町、南で西中町、南西で南太田、西で庚台、北西で伏見町と隣接する。標高40m前後の台地とその斜面からなる。高台のため坂が多く新坂、旧坂、久保山坂、西坂、東坂、しおくみ坂、庚坂の7つの坂がある。

### 地価
住宅地の地価は、2025年（令和7年）1月1日の公示地価によれば、三春台80番8の地点で22万6000円/m²となっている。

### 坂
- 新坂 - この坂の100ｍほど北東側に「旧坂」があり，これに対する呼び名として付けられた。
- 旧坂 - この坂道の南西側に「新坂」があるのに対応して旧坂となったといわれる。また、新坂よりも古くからあるので、旧坂と呼ばれたという説もある。
- 久保山坂 - 久保山斎場へ通じる坂であるところからこう呼ばれている。
- 西坂 - 昭和40年代に地元町内会が、町の西側に坂があるところから名付けた。
- 東坂
- しおくみ坂 - 正保年間(1644 - 1647年)ごろ、入江に面した太田村で製塩が行われていた[8]ところからつけられた。太田村には「塩垂坂」という地名が残されていたといわれる[8]。
- 庚坂 - 庚（かのえ）耕地という地名を由来とする。

## 歴史
1874年（明治7年）に久保山に共同墓地が造られた影響で、墓地に続くこの地には多くの寺院が移転しており、寺院の多い町になっている。またこれらの寺院の多くは1945年（昭和20年）5月29日の横浜大空襲によって被災し、焼失している。

### 地名の由来
町名は、明治4年（1871年）9月に新設され、1928年（昭和3年）6月1日に黄金町・初音町・前里町・西中町へ分割された三春町に近い高台に位置することから名付けられた。なお、三春町は瑞祥地名により名付けた町名である。

### 沿革
古くは久良岐郡太田村といい、1889年（明治22年）の町村制施行の際、戸太村大字太田の一部となり、この戸太村は1895年（明治28年）7月に戸太町と改称し、明治34年に横浜市に編入して南太田町の一部となった。町名としての三春台は1935年（昭和10年）に新設されている。
- 明治3年（1870年）京都で名を成していた初代宮川香山が移り住み、翌年真葛焼（まくずやき）を開窯。（香山宅と窯は新坂沿いにあったが、横浜大空襲で焼失し廃窯）
- 1881年（明治14年）大光院が群馬県太田の大光院の別院として開創。
- 1887年（明治20年）3月、新善光寺が横浜市中区花咲町5丁目67番地から移転。
- 1889年（明治22年）町村制施行により戸太村大字太田の一部となる。
- 1895年（明治28年）戸太村の町制施行により戸太町大字太田の一部となる。
- 1901年（明治34年）4月1日横浜市への編入により横浜市南太田町の一部となる。
- 1903年（明治36年）9月、西教寺が埼玉県幸手市より移転。
- 1924年（大正13年）3月、久遠寺が横浜市中区日ノ出町より移転。
- 1928年（昭和3年）10月1日、横浜市の区制施行により 横浜市中区南太田町の一部となる。
- 1928年（昭和3年）関東大震災の復興事業として霞橋（かすみばし）が竣工。南区と西区の間を走る藤棚浦舟通に架かる鉄筋コンクリート製のアーチ橋で、後に横浜市認定歴史的建造物に認定されている。
- 1929年（昭和4年）J・H・モーガンの設計で関東学院中学校が建設。（横浜市認定歴史的建造物に認定されている。）
- 1935年（昭和10年）7月1日、町界町名地番整理事業の施行に伴い、南太田町字西中耕地、霞耕地、庚耕地の各一部から新設された[5]。
- 1943年（昭和18年）12月1日、南区新設に伴い、中区から南区に編入された[9]。
- 1945年（昭和20年）5月29日、横浜大空襲によって多くの建物が焼失。
- 1946年（昭和21年）横浜大空襲による被害のため、関東学院中学校は六浦に移転。
- 1949年（昭和24年）校舎再建により関東学院中学校高等学校が現在地に移転。
- 1952年（昭和27年）関東学院小学校が横浜市金沢区六浦から移転。

### 史跡
- 太田道灌屋敷 - 室町時代に太田道灌の屋敷があったと伝えられ、太田村の名前の由来にもなった[8]。昔は入海であった大岡川北岸段丘上の太田小学校周辺とされている[10]が、遺構はなく、所在地は比定されていない[注釈 1]。太田道灌ではなく、後北条氏の家臣・桜井氏の居館があったという説もある[8][10]。桜井氏は1519年に当地に入府、重政・重信・宗信・宗重と4代に亘って後北条氏に仕えた後、後北条氏滅亡後は当地で帰農したと云う。

## 世帯数と人口
2025年（令和7年）6月30日現在（横浜市発表）の世帯数と人口は以下の通りである。
| 町丁   | 世帯数    | 人口    |
| ------ | --------- | ------- |
| 三春台 | 1,936世帯 | 3,222人 |

### 人口の変遷
国勢調査による人口の推移。
| 年                 | 人口  |
| ------------------ | ----- |
| 1995年（平成7年）  | 3,510 |
| 2000年（平成12年） | 3,750 |
| 2005年（平成17年） | 3,477 |
| 2010年（平成22年） | 3,310 |
| 2015年（平成27年） | 3,039 |
| 2020年（令和2年）  | 3,271 |

### 世帯数の変遷
国勢調査による世帯数の推移。
| 年                 | 世帯数 |
| ------------------ | ------ |
| 1995年（平成7年）  | 1,540  |
| 2000年（平成12年） | 1,736  |
| 2005年（平成17年） | 1,658  |
| 2010年（平成22年） | 1,589  |
| 2015年（平成27年） | 1,534  |
| 2020年（令和2年）  | 1,836  |

## 学区
市立小・中学校に通う場合、学区は以下の通りとなる（2024年11月時点）。
| 番地 | 小学校             | 中学校             |
| ---- | ------------------ | ------------------ |
| 全域 | 横浜市立太田小学校 | 横浜市立共進中学校 |

## 事業所
2021年（令和3年）現在の経済センサス調査による事業所数と従業員数は以下の通りである。
| 町丁   | 事業所数 | 従業員数 |
| ------ | -------- | -------- |
| 三春台 | 58事業所 | 523人    |

### 事業者数の変遷
経済センサスによる事業所数の推移。
| 年                 | 事業者数 |
| ------------------ | -------- |
| 2016年（平成28年） | 55       |
| 2021年（令和3年）  | 58       |

### 従業員数の変遷
経済センサスによる従業員数の推移。
| 年                 | 従業員数 |
| ------------------ | -------- |
| 2016年（平成28年） | 387      |
| 2021年（令和3年）  | 523      |

## 交通
町域内に鉄道は通っていないが、京浜急行電鉄黄金町駅が最寄駅として利用されている。

## 施設
官公庁
- 南警察署久保山交番

教育
- 関東学院中学校高等学校
- 関東学院小学校
- 横浜市立太田小学校

保育
- 三春台保育園
- 横浜れんげ幼稚園

公園
- 三春台公園
- 三春台第二公園

寺社
- 久遠寺
- 西教寺
- 大光院
- 妙音寺
- 東光寺
- 新善光寺
- 薬王寺
- 蓮花院
- 寿量寺
- 楠森稲荷 - 境内に湧水が見られる[20]。

## 出身・ゆかりのある人物
- 小岩井貞夫（神奈川県多額納税者、地主、横浜市会議員）

## その他

### 日本郵便
- 郵便番号 : 232-0002[3]（集配局：横浜南郵便局[21]）

### 警察
町内の警察の管轄区域は以下の通りである。
| 番・番地等 | 警察署   | 交番・駐在所 |
| ---------- | -------- | ------------ |
| 全域       | 南警察署 | 久保山交番   |